# ОШ „Иво Андрић” Бања Лука
ОШ „Иво Андрић” једна је од основних школа у Бања Луци. Налази се у улици Бранка Радичевића 16. Име је добила по Иво Андрићу, српском и југословенском књижевнику, доктору наука и дипломати Краљевине Југославије.

## Историјат

### 1958—1968.
Првобитни назив школе је био ОШ „Браћа Павлић” која је основана 29. јула 1958. године. Име је добила по тројици браће Никици, Стјепану и Дани Павлићу који су учествовали у Народноослободилачкој борби народа Југославије и у којем су сва тројица изгубили живот, те су проглашени народним херојима.
Прва генерација ученика у ОШ „Браћа Павлић” смештена је 1. септембра 1958. године у зграду Школе ученика у привреди која је иселила у другу зграду. Постојећа зграда је била стара и имала је свега пет учионица и није била довољна за рад осмогодишње школе, те  је била привременог карактера јер се нова школа зидала између улица Бранка Радичевића и Штросмајерове. Број ученика 1958. године био је у нижим одељењима 220 и у вишим 170, дакле укупно 390. Први учитељи били су Мирослав Поповић, Наталија Пантовић, Стојанка Јоцић, Вера Ловрић, Ковиљка Нинчић, Накија Галијаш, а први наставници Вера Ракић, Емилија Брзица, Ихсија Курбеговић и Милица Ђурић. Први директор био је Богдан Гутаљ, а секретар школе Мухамед Пузић.
Школске 1959—60. године школа се пресељава у нови објекат, садржи 27 одељења са додатних два за глувонему децу. Због великог броја одељења школа одмах почиње радити у три смене (преподневна, међусмена и послеподневна). Наредних година се број одељења повећава на 33 одељења, четири за глувонему децу и један разред за одрасле глувонеме, укупан број ученика износи 1400.

### 1969—1979.
Зграда школе је била доста оштећена земљотресом 1969, учионице, ходник и степенице прекрио је малтер и прашина. У школском дворишту су постављене две пољске кухиње Црвеног крста, храна се делила и слала по пунктовима становништву порушеног града. Пољске кухиње остају ту све до 18. новембра 1969. године. Последица разрушених стамбених објеката и великог снега и хладноће је епидемија грипа која је праћена високом температуром. Неколико хиљада запослених је оболело, а због порушених болничких објеката просторије школа су дате за потребе болнице.
Нови земљотрес је поново оштетио школску зграду, Скупштина општине доноси решење да се у школско двориште постави седам вагона и неколико барака, где је рад био сигуран за ученике и наставнике тако да се одвијао у три смене. Било је тринаест учионица за 38 одељења. Неколико разреда и наставника крајем јануара одлази у Аустрију, у Велден, где остају до краја марта, просек оцена је био лошији него ранијих година. Школа је поправљена и учвршћена да издржи јачину од 9 степени. До половине новембра 1970. било је још неколико потреса јачине 5 степени, али на ојачаној згради нису примећена никаква оштећења. У школи су, у току радова, постављени радијатори, тако да је школа почела са савременим начином грејања.
Октобра 1971. године школа је проширена дограђеним управним делом у којем су се налазиле канцеларија директора, секретара, рачуновође, собе за родитеље, стоматолошка амбуланта и зборница, у изградњи је била сала за физичко васпитање. За Дан школе 22. априла 1975. године издат је први школски часопис „Лептир”. Од промене назива школе 2000. године, из ОШ „Браћа Павлић” у ОШ „Иво Андрић”, и школски часопис мења назив у симболичан и чест мотив нобеловца „Мостови”.

### 2000—данас
У школи су реализовани пројекти „Образовање за мир” 2000—1, „Оснивање форума за инклузију” 2003, „Индивидуализација читања и писања у инклузивној разредној настави” 2004—05, „Интерактивна и мултимедијална настава физике, математике и техничког образовања” 2004—05, „Систем медијатека–предуслов интензивније модернизације васпитнообразовног процеса школе” 2006, „Мултимедијални угао – у корак са светом” 2007, кошаркашке школске лиге коју организује Удружење за промоцију и развој спорта и кошаркашке лиге Словеније, у оквиру Малих олимпијских игара Републике Српске 2006—07, „TIMSS – Тренд међународних постигнућа у математици и природним наукама (биологија, хемија, географија)”, „Јачање свести о околишу и животној средини” 2006—07, „Превенција малолетничког преступништва” 2007—08, „Промоција културе комуникације и толеранције у основним школама” 2008—09, „Пројекат Е–дневника” и многи други.

## Догађаји
Догађаји основне школе „Иво Андрић”:
- Светосавска академија[4]
- Дан хране[5]
- Дан планете Земље[6]
- Дан ученичких постигнућа[7]
- Дани франкофоније[8]
- Дан предузетништва[9]
- Дани Иве Андрића[10]
- Дан Републике Српске[11]
- Европски дан језика[12]
- Европска ноћ истраживача[13]
- Светски дан вода[14]
- Светски дан штедње[15]
- Светски дан поезије[16]
- Светски дан Конфуцијевог института[17]
- Међународни дан матерњег језика[18]
- Међународни дан старијих особа[19]
- Међународни дан девојчица[20]
- Међународни дан породице[21]
- Међународни дан детета[22]
- Међународни дан биодиверзитета[23]
- Међународни дан школских библиотека[24]
- Међународни дан дечије књиге[25]
- Међународни дан јоге[26]
- Међународни сајам књига[27]
- Дечија недеља[28]
- Европска недеља мобилности[29]
- Кинеска Нова година[30]
- Сајам лова и риболова[31]
- Сајам породице[32]
- Међународни фестивал дечије поезије[33]